# Cyclorana cultripes
Cyclorana cultripes là một loài ếch thuộc họ Pelodryadidae.
Đây là loài đặc hữu của Úc.
Môi trường sống tự nhiên của chúng là đồng cỏ khô nhiệt đới hoặc cận nhiệt đới vùng đất thấp, sông có nước theo mùa, và đầm nước ngọt có nước theo mùa.